# Dorn-Dürkheim
Dorn-Dürkheim település Németországban, Rajna-vidék-Pfalz tartományban. Lakosainak száma 969 fő (2023. december 31.).

## Népesség
A település népességének változása:
| Lakosok száma | 837  | 970  | 999  | 959  | 978  | 969  |
|               | 1975 | 2017 | 2019 | 2021 | 2022 | 2023 |